# Canala (cratera)
Canala é uma cratera marciana. Tem como característica 12 quilômetros de diâmetro. Deve o seu nome a Canala, uma localidade da Nova Caledónia.